# Codex Macedoniensis
Codex Macedoniensis designado por Y ou 034 (Gregory-Aland), A3 (von Soden), é um manuscrito uncial grego do Evangelhos, datado pela paleografia para o século X.
Actualmente acha-se na Universidade de Cambridge (Add. 6594) em Cambridge.

## Descoberta
Contém 309 fólios dos quatro Evangelhos (18 x 13 cm), e foi escrito em uma coluna por página, em 16 linhas por página.

## Texto
O texto grego desse códice é um representante do Texto-tipo Bizantino. Aland colocou-o na Categoria V.
Os textos de Mateus 16,2b-3 (os Sinais dos Tempos) e Perícopa da Adúltera (João 7,53-8,11) são omissos.